# Paillet
Pour les articles homonymes, voir Paillet (homonymie).
Paillet est une commune du Sud-Ouest de la France, située dans le département de la Gironde, en région Nouvelle-Aquitaine.

## Géographie

### Localisation
Située dans l'Entre-deux-Mers et faisant partie de l'aire d'attraction de Bordeaux et même de son unité urbaine depuis le nouveau zonage de 2010, la commune se trouve à 28 km au sud-est de Bordeaux, chef-lieu du département, à 19 km au nord-ouest de Langon, chef-lieu d'arrondissement et à 6,5 km au nord-ouest de Cadillac, chef-lieu de canton.

### Communes limitrophes
Sur la rive droite de la Garonne, les communes limitrophes en sont Langoiran dans l'extrême nord sur environ 100 mètres, Capian au nord-nord-est sur 5 à 600 mètres, Villenave-de-Rions au nord-est, Rions au sud-sud-est et Lestiac-sur-Garonne au nord-ouest ; sur la rive gauche, les communes limitrophes en sont Virelade au sud-ouest et Arbanats à l'ouest.
| Lestiac-sur-Garonne | Langoiran | Capian Villenave-de-Rions |
| Arbanats            | Paillet   |                           |
| Virelade            |           | Rions                     |

### Climat
Pour des articles plus généraux, voir Climat de la Nouvelle-Aquitaine et Climat de la Gironde.
Historiquement, la commune est exposée à un climat océanique aquitain.  
En 2020, Météo-France publie une typologie des climats de la France métropolitaine dans laquelle la commune est exposée à un climat océanique et est dans la région climatique  Aquitaine, Gascogne, caractérisée par une pluviométrie abondante au printemps, modérée en automne, un faible ensoleillement au printemps, un été chaud (19,5 °C), des vents faibles, des brouillards fréquents en automne et en hiver et des orages fréquents en été (15 à 20 jours).
Pour la période 1971-2000, la température annuelle moyenne est de 12,8 °C, avec une amplitude thermique annuelle de 15,2 °C. Le cumul annuel moyen de précipitations est de 842 mm, avec 11 jours de précipitations en janvier et 5,9 jours en juillet. Pour la période 1991-2020, la température moyenne annuelle observée sur la station météorologique la plus proche, située sur la commune de Cadaujac à 15 km à vol d'oiseau, est de 13,8 °C et le cumul annuel moyen de précipitations est de 918,3 mm,. Pour l'avenir, les paramètres climatiques de la commune estimés pour 2050 selon différents scénarios d’émission de gaz à effet de serre sont consultables sur un site dédié publié par Météo-France en novembre 2022.

## Urbanisme

### Typologie
Au 1er janvier 2024, Paillet est catégorisée bourg rural, selon la nouvelle grille communale de densité à sept niveaux définie par l'Insee en 2022.
Elle appartient à l'unité urbaine de Bordeaux, une agglomération intra-départementale regroupant 73  communes, dont elle est une commune de la banlieue,,. Par ailleurs la commune fait partie de l'aire d'attraction de Bordeaux, dont elle est une commune de la couronne,. Cette aire, qui regroupe 275 communes, est catégorisée dans les aires de 700 000 habitants ou plus (hors Paris),.

### Occupation des sols

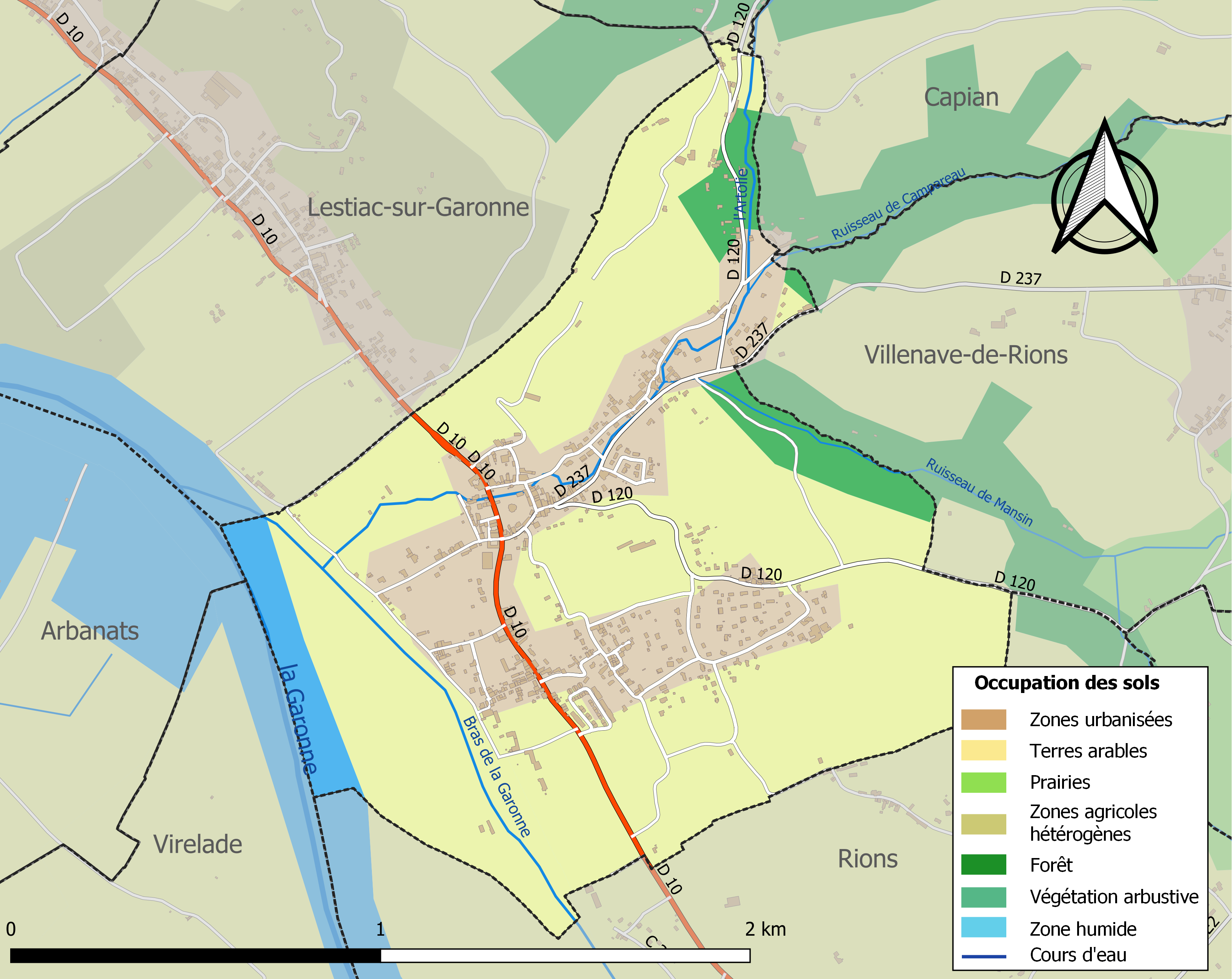
Carte des infrastructures et de l'occupation des sols de la commune en 2018 (CLC).

L'occupation des sols de la commune, telle qu'elle ressort de la base de données européenne d’occupation biophysique des sols Corine Land Cover (CLC), est marquée par l'importance des territoires agricoles (69 % en 2018), en diminution par rapport à 1990 (70,1 %). La répartition détaillée en 2018 est la suivante : 
cultures permanentes (55,7 %), zones urbanisées (23,2 %), terres arables (13,3 %), forêts (4,2 %), eaux continentales (3,6 %). L'évolution de l’occupation des sols de la commune et de ses infrastructures peut être observée sur les différentes représentations cartographiques du territoire : la carte de Cassini (XVIIIe siècle), la carte d'état-major (1820-1866) et les cartes ou photos aériennes de l'IGN pour la période actuelle (1950 à aujourd'hui).

### Voies de communication et transports
La principale voie de communication routière qui traverse le village est la route départementale D10 qui mène, vers le nord-ouest, à Lestiac-sur-Garonne puis Langoiran et, au-delà, à Bordeaux et, vers le sud-est, à Rions et, au-delà, à Cadillac-sur-Garonne et Langon ; le village est également traversé par la route départementale D120 qui dessine une fourche en menant, d'une part, vers le nord-nord-est, à Capian et d'autre part, vers l'est-sud-est, à Cardan ; au milieu de cette fourche, la route départementale D237 commence dans le village et mène au nord-est à Villenave-de-Rions.

Les ponts de franchissement de la Garonne les plus proches sont celui de Langoiran, sur la D115 à 5 km au nord-ouest et celui de Béguey sur la D13 à 4,6 km au sud-est.

L'accès à l'autoroute A62 (Bordeaux-Toulouse) le plus proche est le no 2, dit de Podensac, distant de 12 km par la route vers le sud.

L'accès no 1, dit de Bazas, à l'autoroute A65 (Langon-Pau) est distant de 32 km par la route vers le sud-sud-est.
La gare SNCF la plus proche est celle de Portets, sur la ligne Bordeaux-Sète du TER Nouvelle-Aquitaine, distante de 8 km vers l'ouest, par le pont de Langoiran sur la D115. Sur la même ligne, la gare de Langon, offrant plus de trafic, se trouve à 19 km vers le sud-est.

### Risques majeurs
Le territoire de la commune de Paillet est vulnérable à différents aléas naturels : météorologiques (tempête, orage, neige, grand froid, canicule ou sécheresse), inondations, mouvements de terrains et séisme (sismicité très faible). Un site publié par le BRGM permet d'évaluer simplement et rapidement les risques d'un bien localisé soit par son adresse soit par le numéro de sa parcelle.
Certaines parties du territoire communal sont susceptibles d’être affectées par le risque d’inondation par débordement de cours d'eau, notamment la Garonne. La commune a été reconnue en état de catastrophe naturelle au titre des dommages causés par les inondations et coulées de boue survenues en 1982, 1990, 1993, 1999, 2009, 2014 et 2021,.
Les mouvements de terrains susceptibles de se produire sur la commune sont des affaissements et effondrements liés aux cavités souterraines (hors mines). Par ailleurs, afin de mieux appréhender le risque d’affaissement de terrain, l'inventaire national des cavités souterraines permet de localiser celles situées sur la commune.

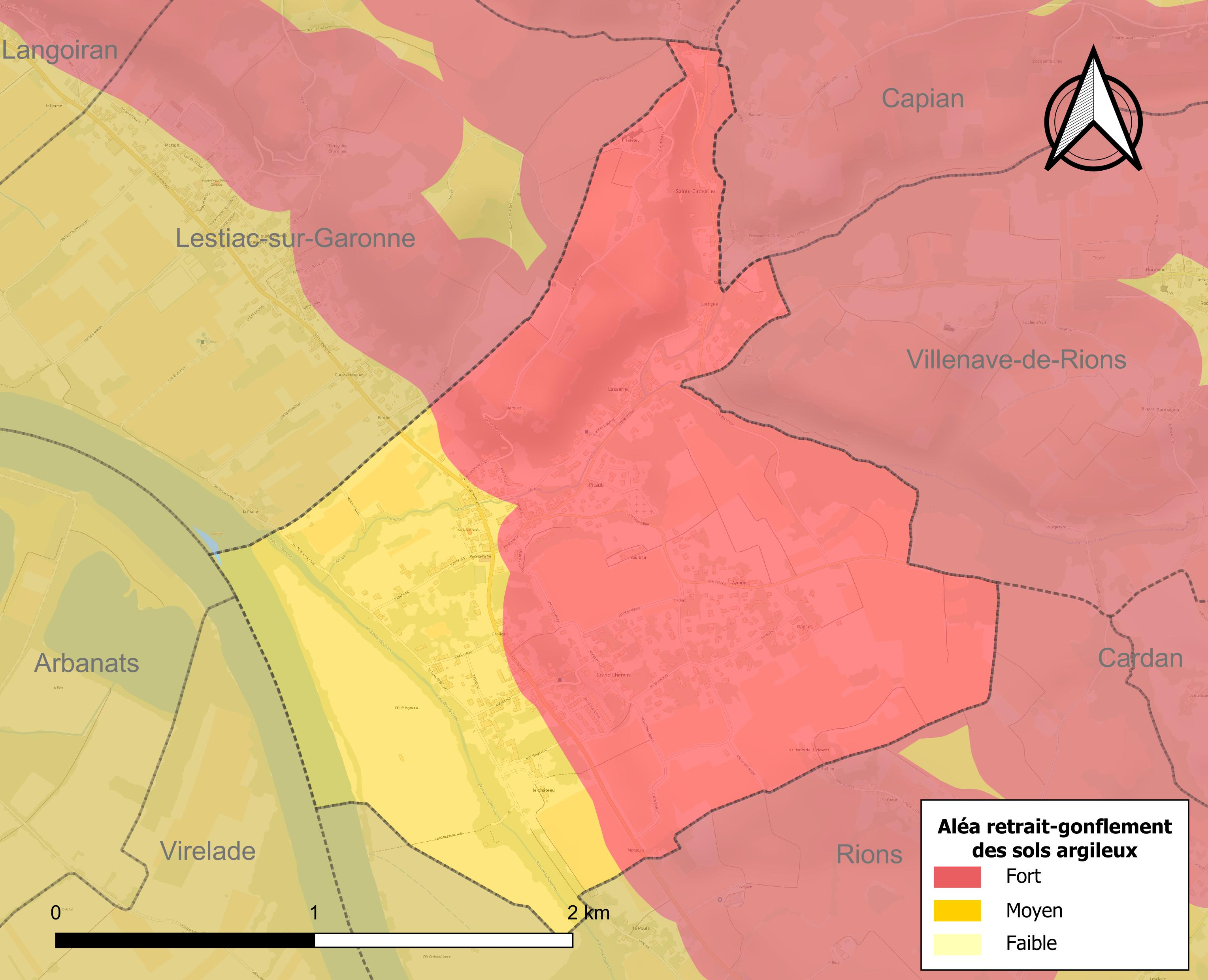
Carte des zones d'aléa retrait-gonflement des sols argileux de Paillet.

Le retrait-gonflement des sols argileux est susceptible d'engendrer des dommages importants aux bâtiments en cas d’alternance de périodes de sécheresse et de pluie. La totalité de la commune est en aléa moyen ou fort (67,4 % au niveau départemental et 48,5 % au niveau national). Sur les 513 bâtiments dénombrés sur la commune en 2019,  513 sont en aléa moyen ou fort, soit 100 %, à comparer aux 84 % au niveau départemental et 54 % au niveau national. Une cartographie de l'exposition du territoire national au retrait gonflement des sols argileux est disponible sur le site du BRGM,.
Par ailleurs, afin de mieux appréhender le risque d’affaissement de terrain, l'inventaire national des cavités souterraines permet de localiser celles situées sur la commune.
Concernant les mouvements de terrains, la commune a été reconnue en état de catastrophe naturelle au titre des dommages causés par la sécheresse en 2011 et par des mouvements de terrain en 1999 et 2014.

## Toponymie
Le nom de la commune provient peut-être du moulin de La Paille qui était établi à proximité du port et visible par les voyageurs transitant entre l’arrière-pays et Bordeaux, ou des bottes de paille en instance de départ pour la ville ou évoquant des “ paillettes d’or ” dans la rivière d’Artolie.
Le nom de la commune est Palhet en gascon.
Ses habitants sont appelés les Pailletons.

## Histoire
À la Révolution, la paroisse Saint-Hilaire de Paillet forme la commune de Paillet.
Le château est édifié sur l'emplacement d'une ancienne villa gallo-romaine, le bâtiment de style « classique » appartient à Pietro Paolo, un officier de Bernard de Nogaret, duc d'Epernon. Il y décède en 1692.
Un vignoble est attenant, sur le coteau.
Messire d'Alphonse, écuyer, chanoine de l'Église de Bordeaux rachète.
Adélaïde de Bacalan, d'une grande famille de négociants, hérite.
Puis le chevalier Jean-Baptiste d'Alphonse, conseiller au Parlement de Bordeaux le maintient dans sa famille. Suit la comtesse de Vassan
La famille Féry d'Esclands devient propriétaire : Alphonse, conseiller à la cour des Comptes, le tient en 1885 à la suite de sa sœur et de son père. Il fut illustre comme Président de la Société de Protection des Animaux
Le domaine viticole sera acquis en 1968 par la famille de négociants en vins Quancard

### Héraldique
| Blason de Paillet | « Parti : au premier coupé au I d’or au fer de moulin de sable, au II de gueules à la fleur de lys d’or soutenue de trois gerbes de blé du même ordonnées 2 et 1, à la divise ondée d’argent chargée de deux filets ondés de sable brochant sur le coupé, au seond d’azur à la corde de marine de trois nœuds alésée d’or en fasce, surmontée d’une ancre d’argent accostée de deux doloires adossées du même et soutenue d’une barrique au naturel de fasce sur son support, chargée d’une doloire contournée d’argent ; le tout sommé d’un chef d'azur soutenu d’argent chargé d’un léopard d’or. » |

## Politique et administration
| Période                                  | Période   | Identité        | Étiquette | Qualité    |
| ---------------------------------------- | --------- | --------------- | --------- | ---------- |
| mars 2001                                | mars 2008 | Yves Destheves  | DVG       |            |
| mars 2008                                | En cours  | Jérôme Gauthier | DVD       | Professeur |
| Les données manquantes sont à compléter. |           |                 |           |            |

## Démographie
| 1793 | 1800 | 1806 | 1821 | 1831 | 1836 | 1841 | 1846 | 1851 |
| ---- | ---- | ---- | ---- | ---- | ---- | ---- | ---- | ---- |
| 980  | 924  | 888  | 854  | 885  | 951  | 916  | 920  | 929  |

| 1856 | 1861 | 1866  | 1872 | 1876 | 1881 | 1886 | 1891 | 1896 |
| ---- | ---- | ----- | ---- | ---- | ---- | ---- | ---- | ---- |
| 926  | 946  | 1 027 | 965  | 988  | 906  | 815  | 953  | 954  |

| 1901 | 1906 | 1911 | 1921 | 1926 | 1931 | 1936 | 1946 | 1954 |
| ---- | ---- | ---- | ---- | ---- | ---- | ---- | ---- | ---- |
| 984  | 944  | 807  | 750  | 745  | 673  | 665  | 607  | 708  |

| 1962 | 1968 | 1975 | 1982 | 1990 | 1999 | 2006  | 2008  | 2013  |
| ---- | ---- | ---- | ---- | ---- | ---- | ----- | ----- | ----- |
| 774  | 839  | 792  | 872  | 934  | 989  | 1 130 | 1 170 | 1 223 |

| 2018  | 2022  | - | - | - | - | - | - | - |
| ----- | ----- | - | - | - | - | - | - | - |
| 1 209 | 1 192 | - | - | - | - | - | - | - |

## Lieux et monuments
- L'île de Raymond
- L'église Saint-Hilaire de Paillet, appartenant à l'origine à la juridiction de Rions, est d'origine romane, d'influence charentaise. Une chapelle dédiée à saint Antoine est érigée du côté nord, grâce au cardinal de Sourdis, au XVIIe siècle. La construction est financée par le comte de Vassan, payant ainsi le droit de banc et de sépulture. Le bas-côté sud remonte au XIXe siècle, tout comme le clocher, construit en 1870 et restauré en 1985. L'abside et le chœur ont été inscrits au titre des monuments historiques depuis 1925[30].
- La chapelle Sainte-Catherine-du-Désert se situe sur les hauteurs de la commune, à l'aplomb de la route de Capian. Elle appartenait au prieuré du même nom (appelé aussi d'Artolie), rattaché au prieuré de Rions. Raymond de Laubesc, abbé de La Sauve-Majeure, avait fondé cet ermitage pour se retirer du monde. La chapelle est actuellement insérée dans un domaine viticole ; elle est propriété privée depuis 1793.

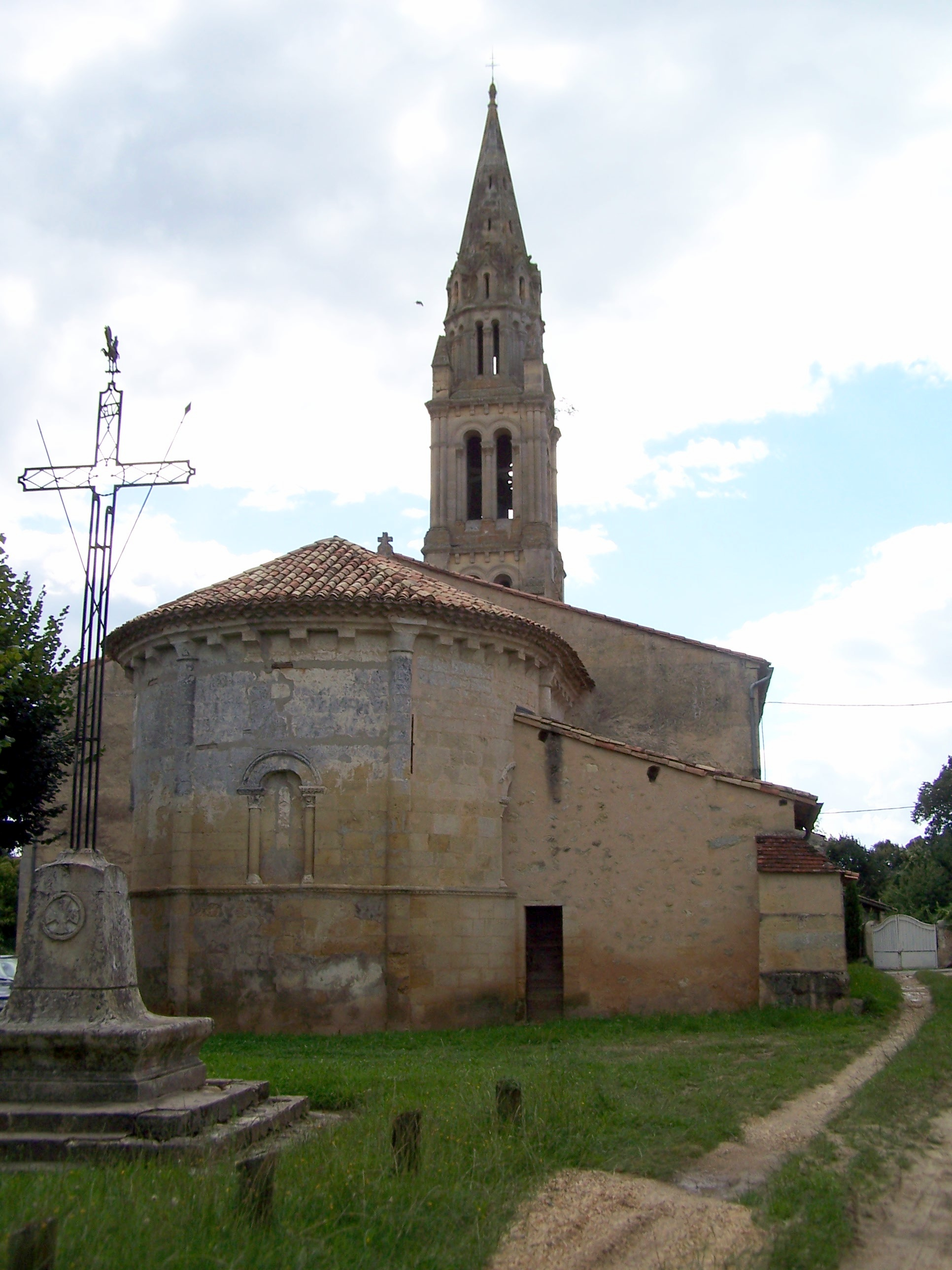
L'église Saint-Hilaire (août 2014)
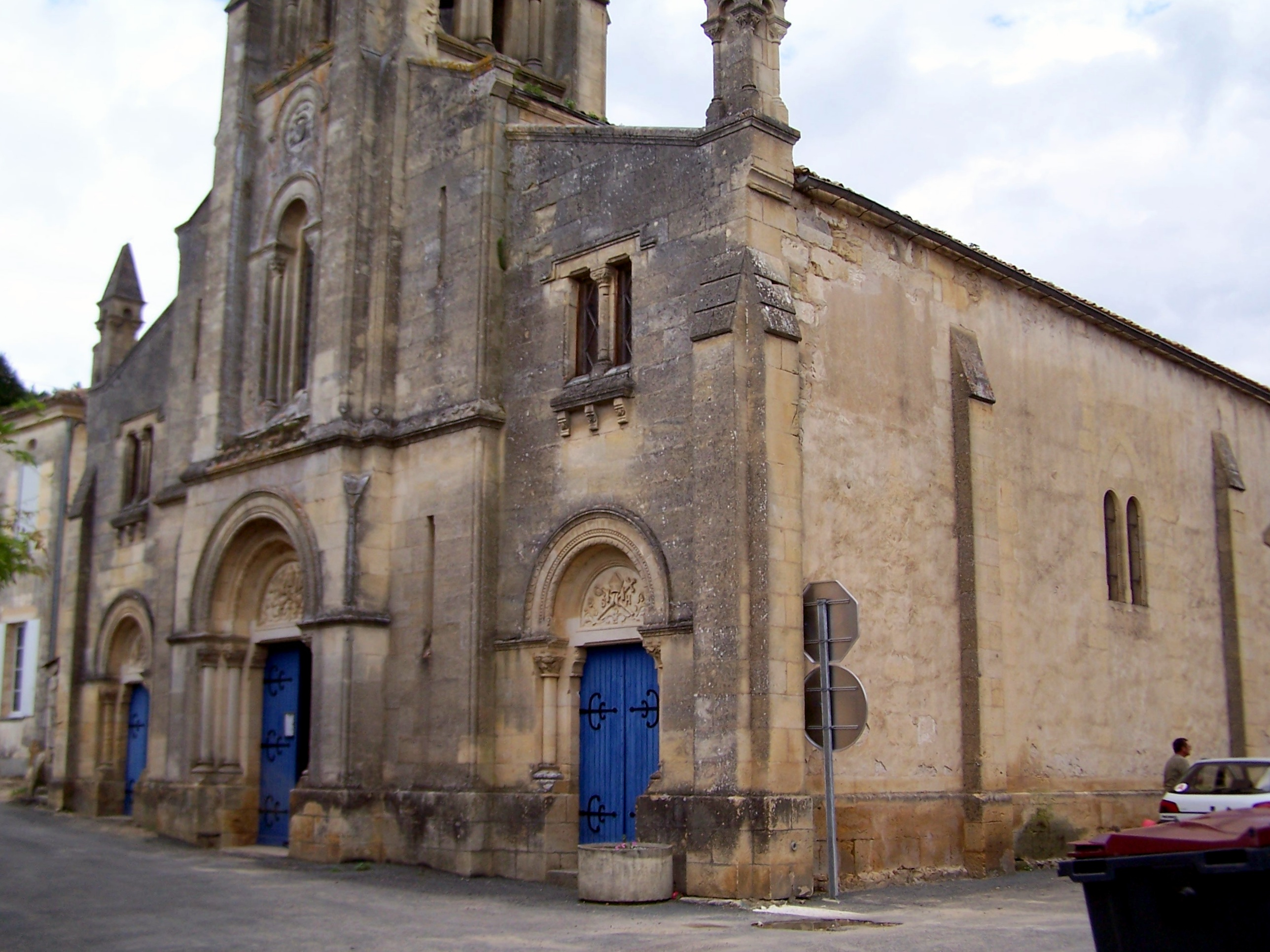
La façade occidentale de l'église (août 2014)
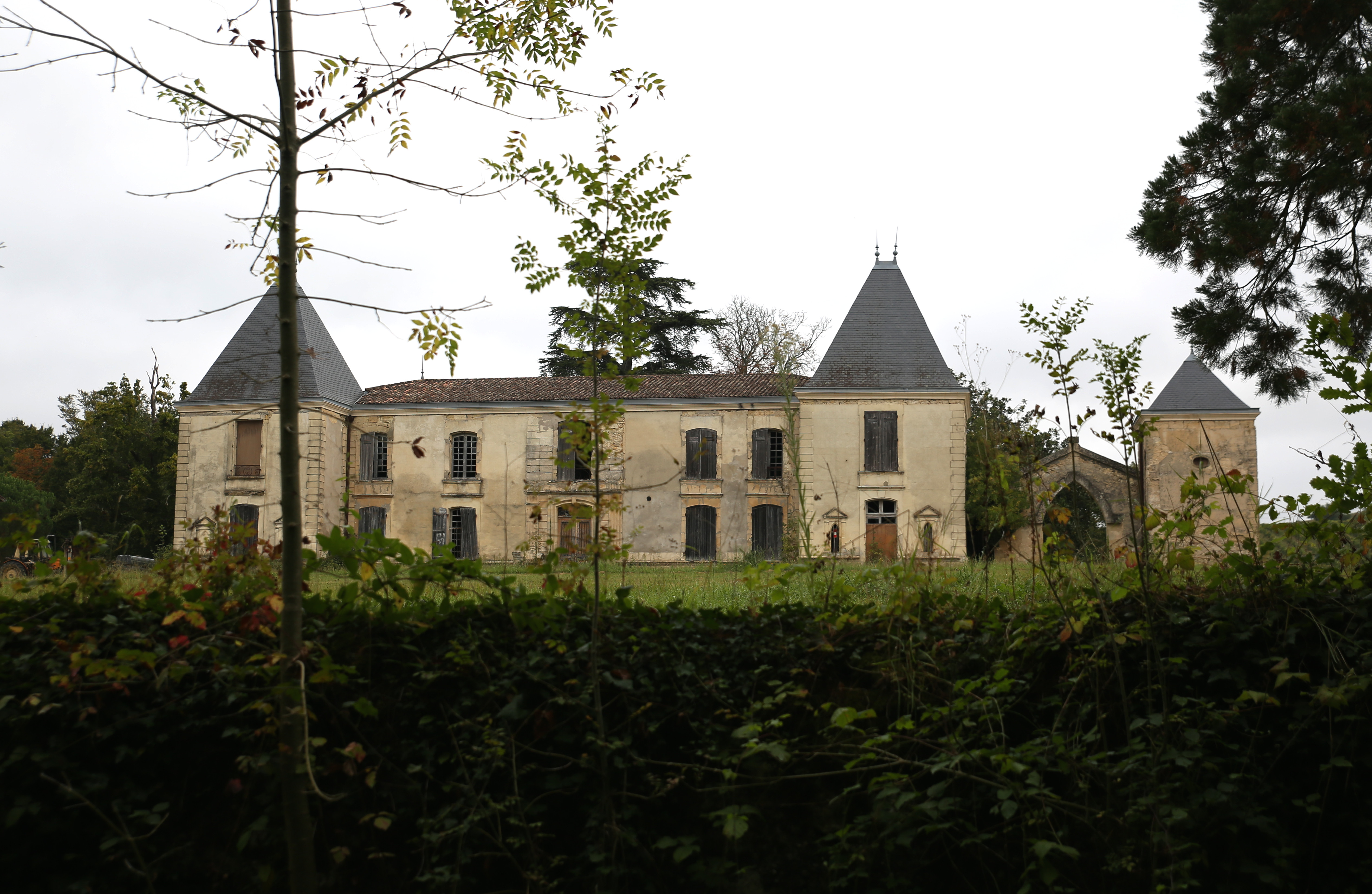
Le château (septembre 2014)
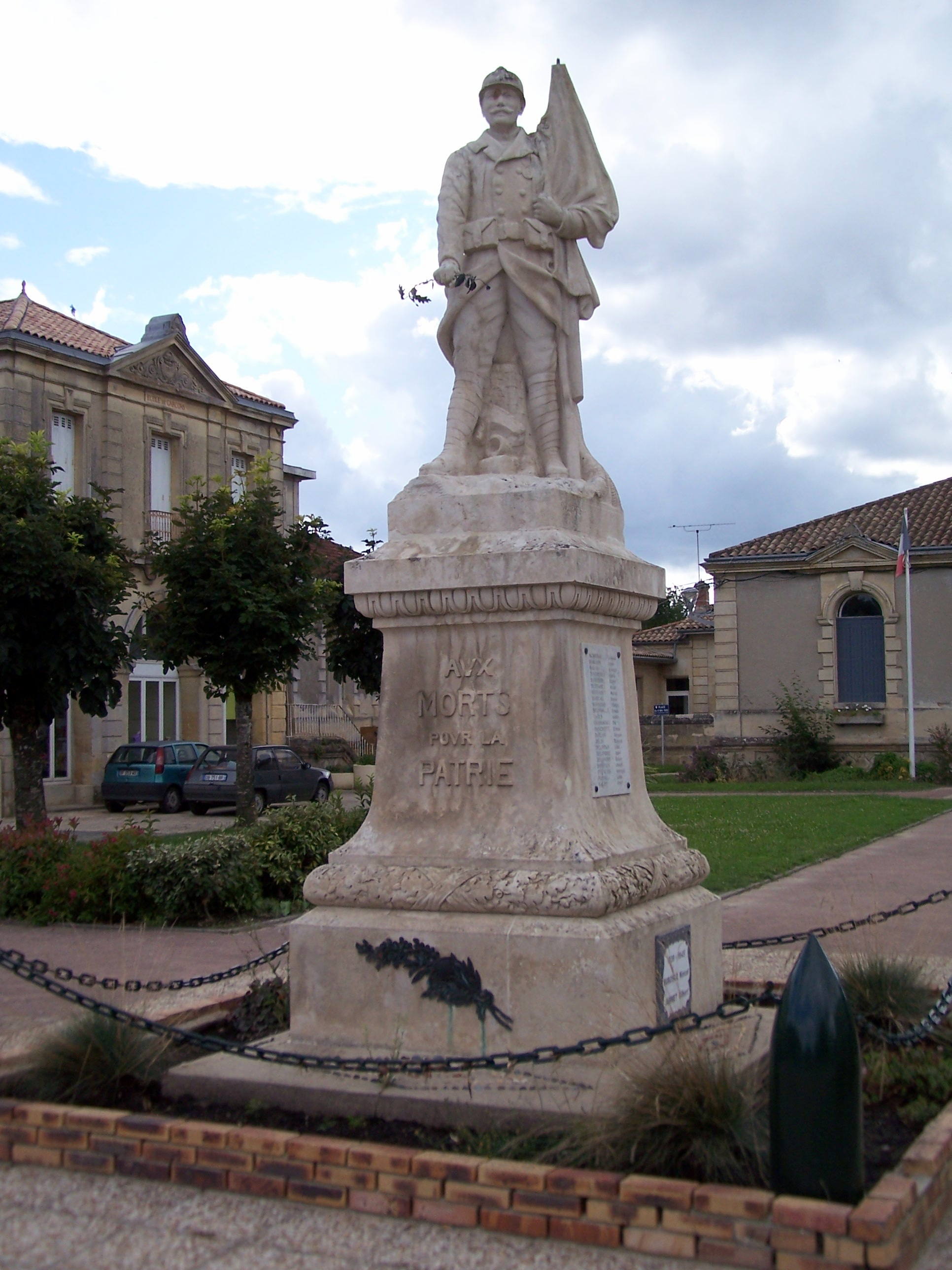
Le monument aux morts devant la mairie (août 2014)

## Paillet autrefois

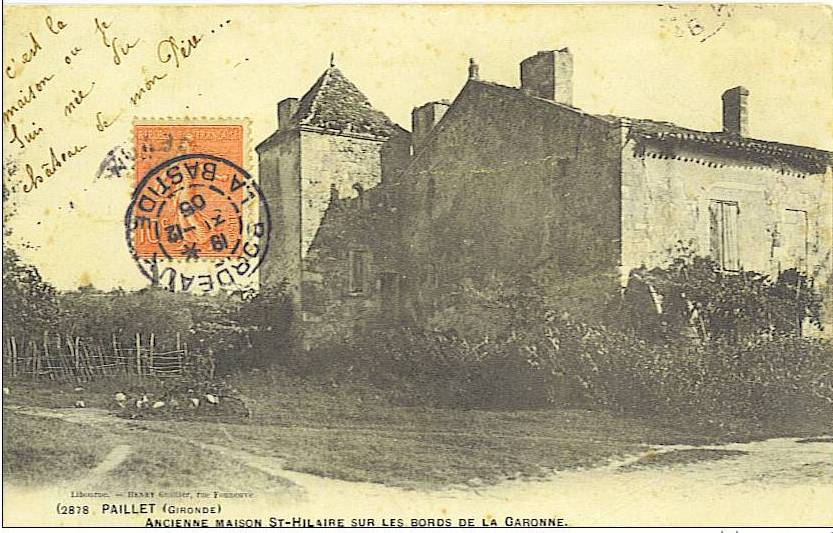
Maison Saint-Hilaire
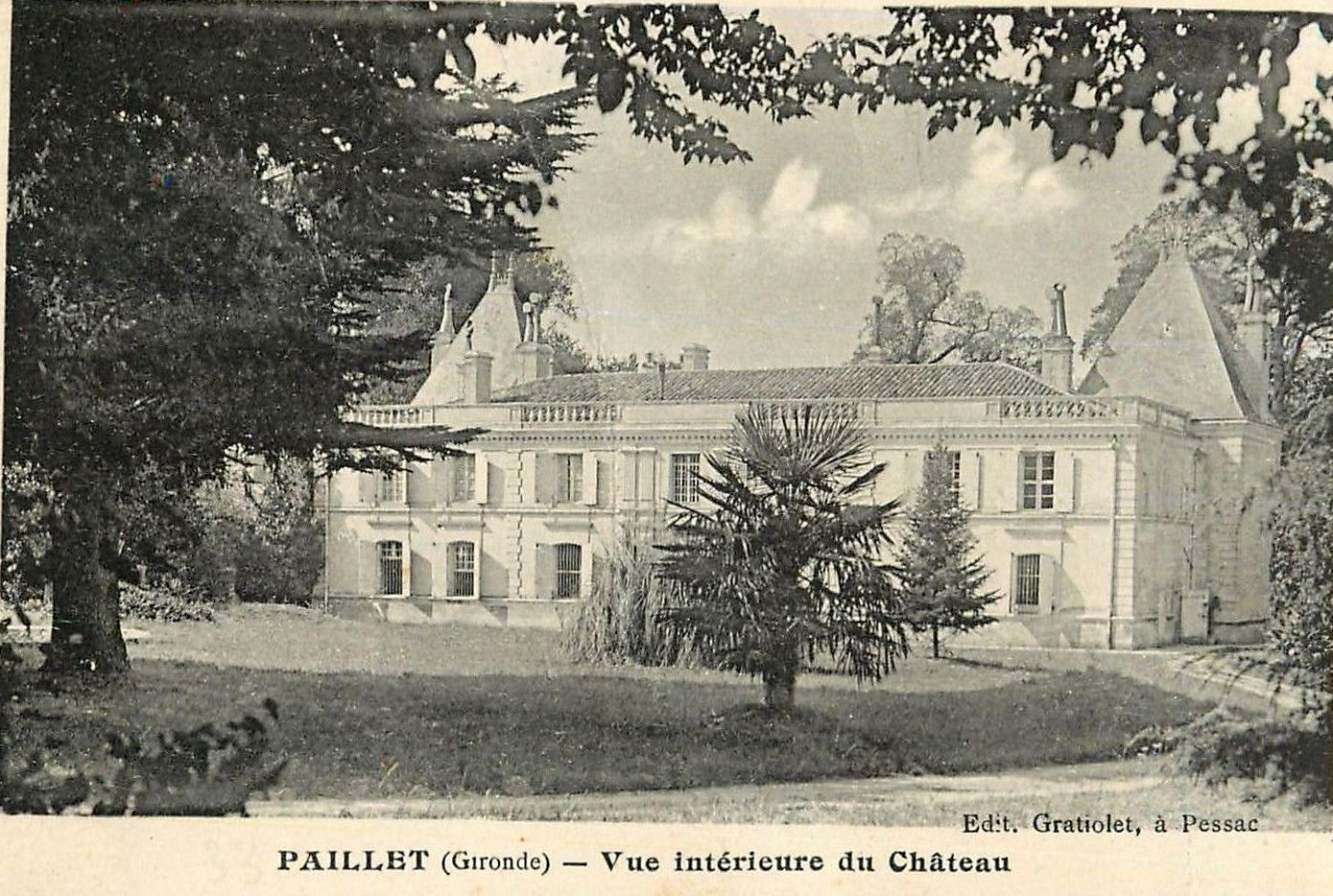
Château de Paillet
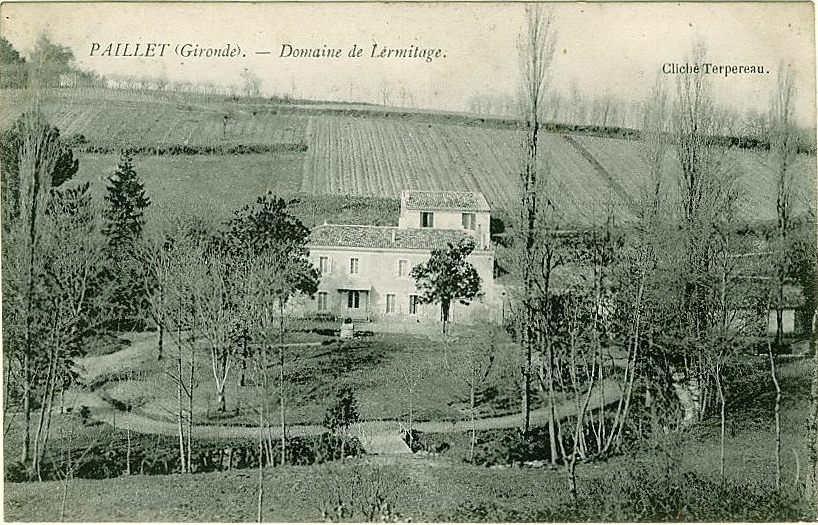
Domaine de l'ermitage
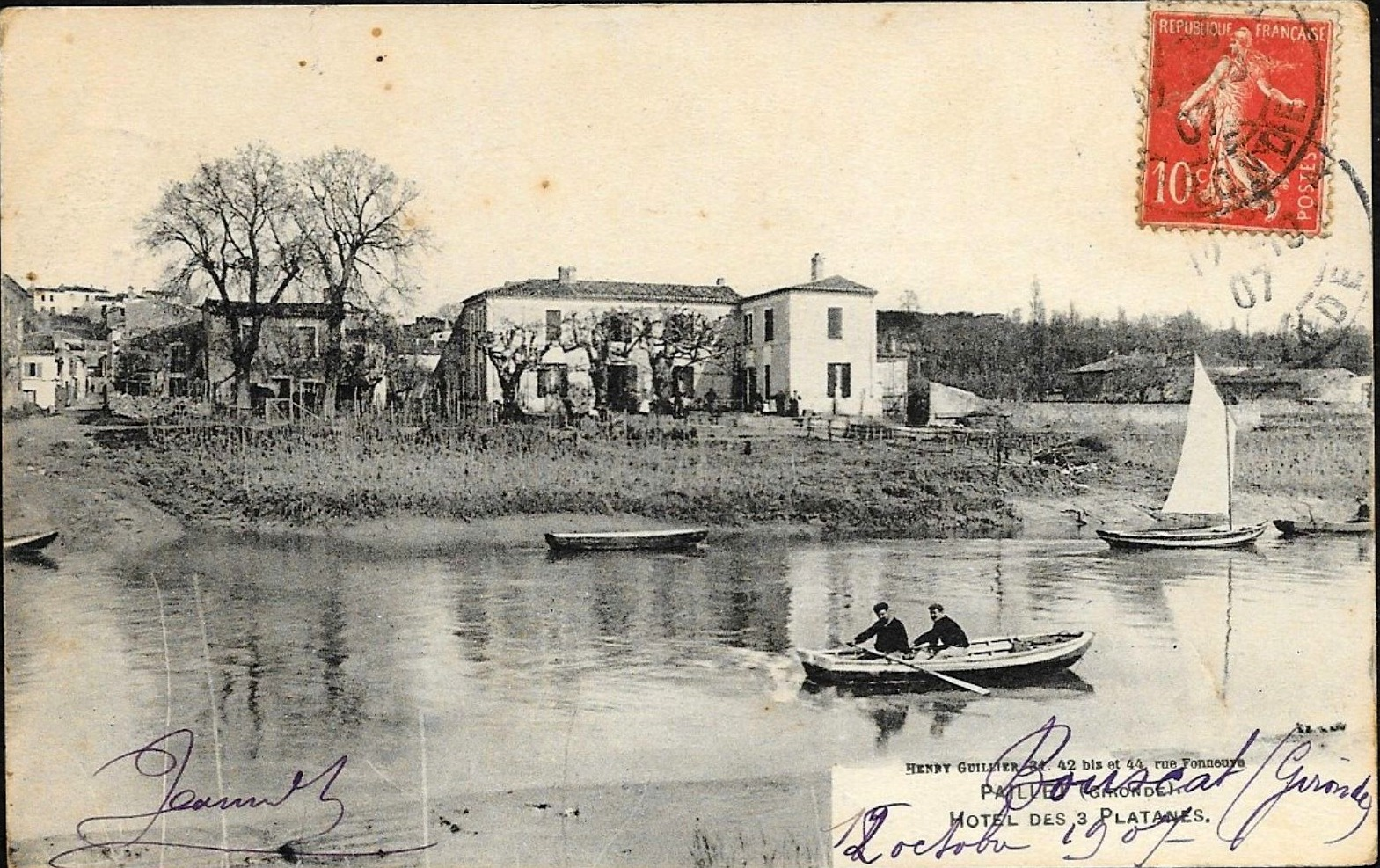
Hôtel des trois platanes
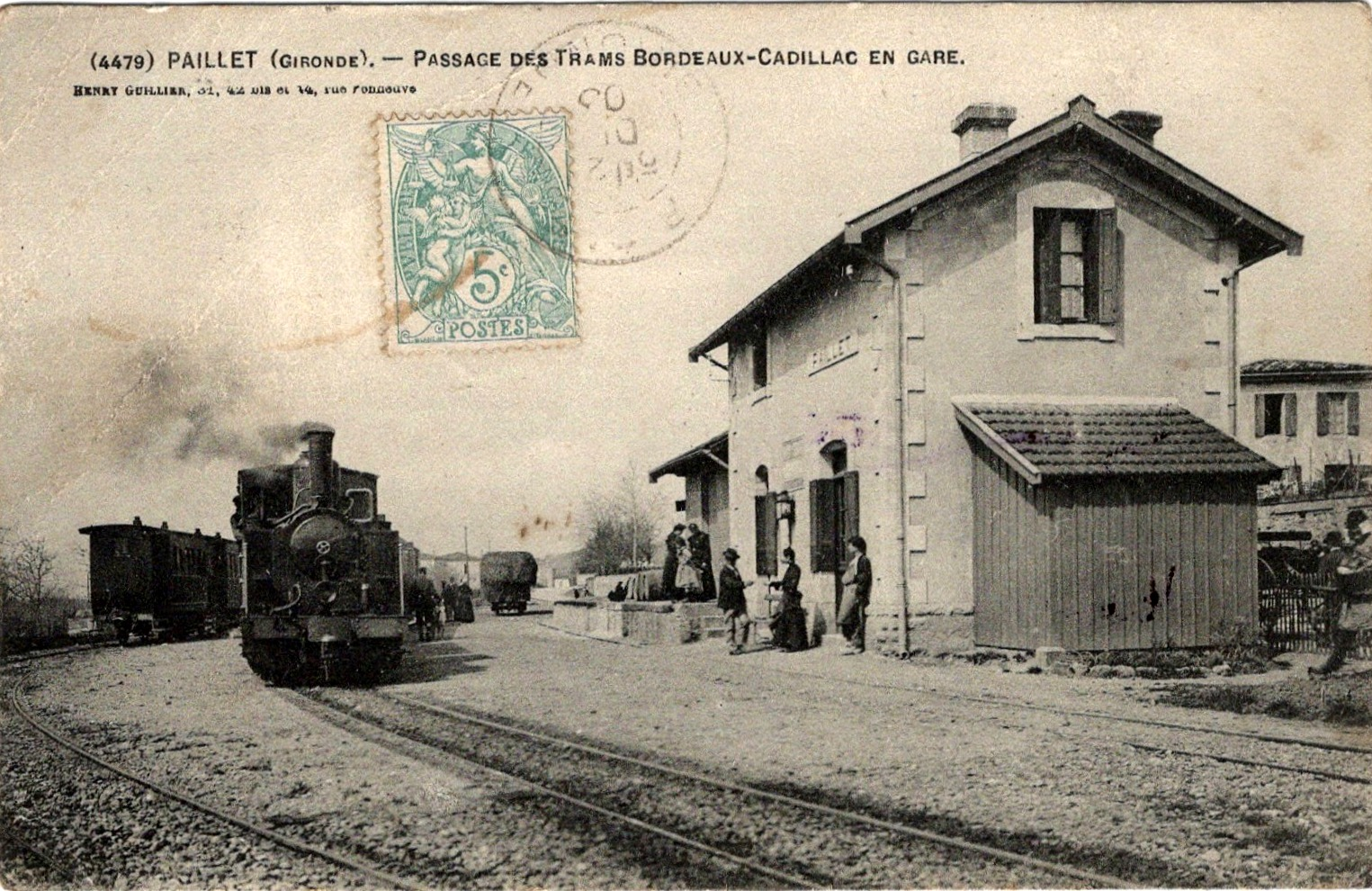
La gare
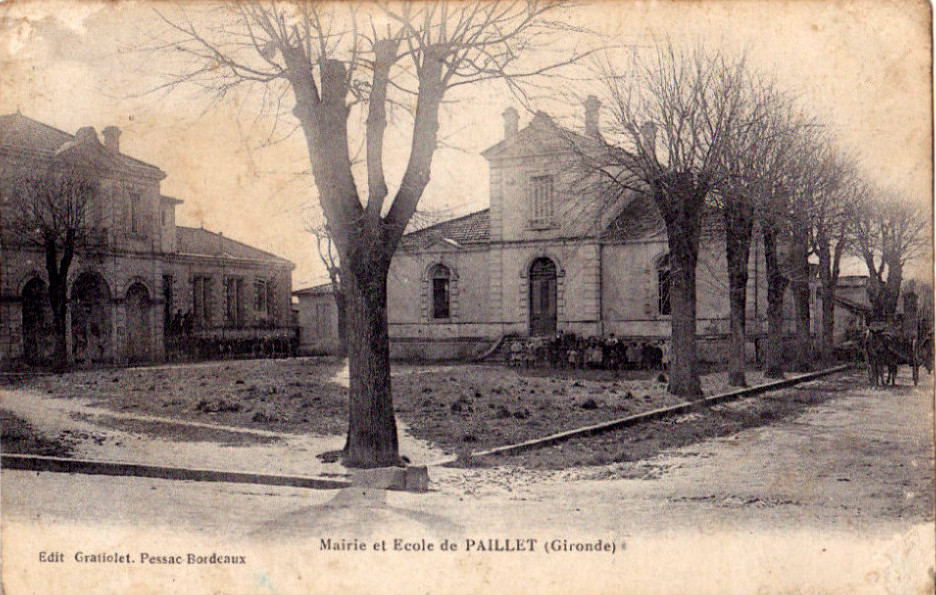
Mairie et école
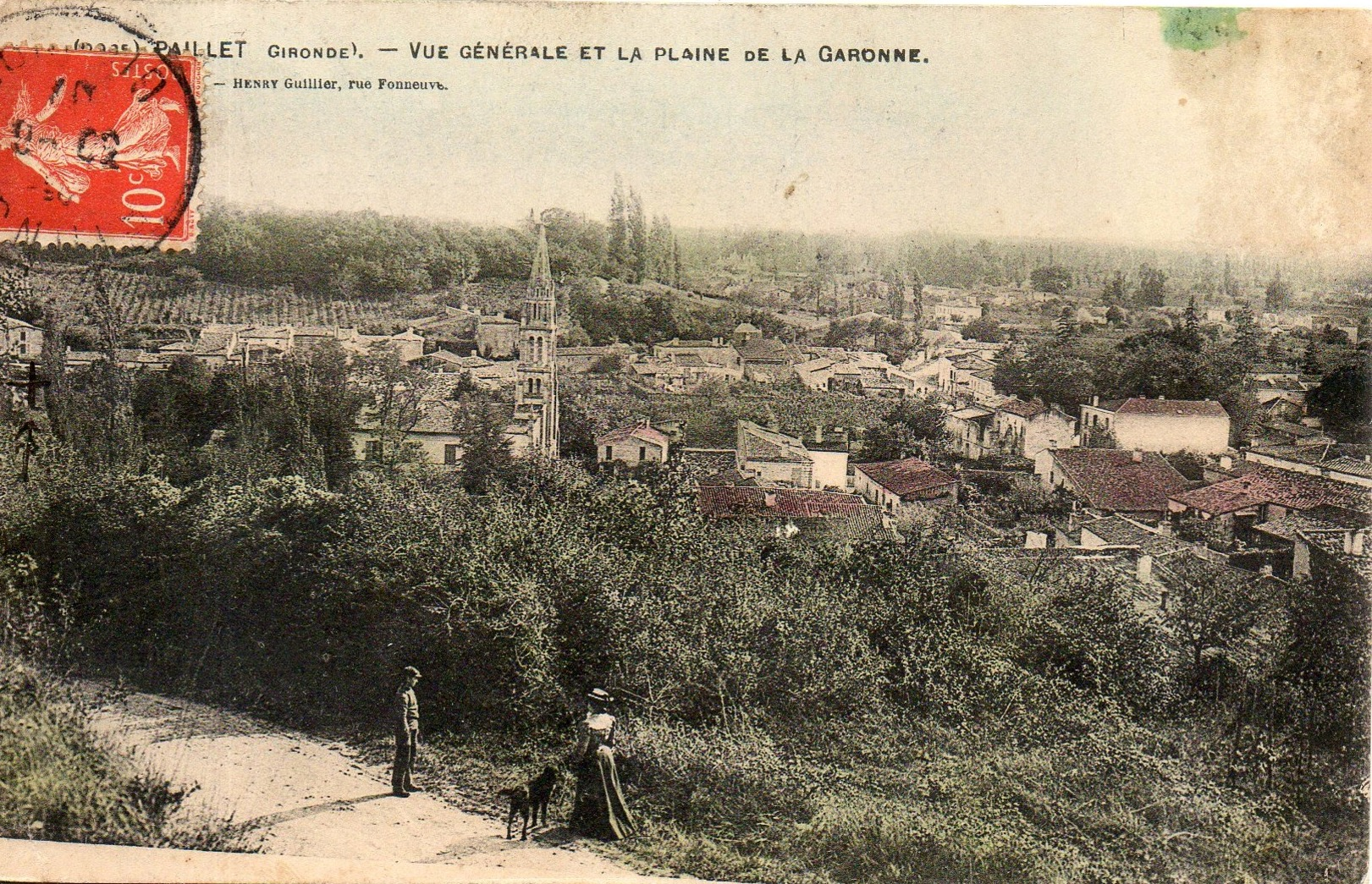
Vue générale

## Vie locale
- Bibliothèque municipale[31] ;
- Comité des fêtes[32].

### Inondations de juillet 2014
Dans la nuit du vendredi 25 au samedi 26 juillet 2014, alors que de violents orages éclataient dans le Sud-Ouest, la commune a été submergée par des torrents d'eau et de boue dues au débordement de la rivière qui finit son cours en traversant le village, l'Artolie

## Personnalités liées à la commune
- Alphonse Féry d'Esclands (1835-1909), conseiller-maître à la Cour des comptes, propriétaire du château de Paillet à partir de 1885.